# Jukka-Pekka Tanner
Jukka-Pekka Tanner (* 24. dubna 1963 Tampere, Finsko) je bývalý finský reprezentant v zápase, specializující se na zápas řecko-římský. Jeho největším úspěchem bylo 5. místo v kategorii do 48 kg na mistrovství Evropy v roce 1984. V tomto roce také startoval na olympijských hrách v Los Angeles, kde v kategorii do 48 kg po úvodní porážce nenastoupil do druhého kola.